# Golpe de Estado no Lesoto em 1991
Golpe de Estado no Lesoto em 1991 ocorreu no Lesoto em 30 de abril de 1991, liderado pelo coronel Elias Phisoana Ramaema.  Isso levou à deposição do primeiro-ministro, o general Justin Lekhanya, que ocupava o cargo desde o golpe de Estado de 1986.
O coronel Ramaema sitiou o governo e forçou o primeiro-ministro Lekhanya a renunciar. Elias Ramaema ficaria dois anos na Presidência do país e durante este tempo no poder, foi adotada uma nova constituição restaurando os poderes do Parlamento. Foram realizadas eleições multipartidárias em 27 de março de 1993, com a assistência do Secretariado da Comunidade das Nações, a pedido do governo.